# Retorn a Little Odessa
Retorn a Little Odessa (títol original: Little Odessa) és una pel·lícula estatunidenca negra dirigida per James Gray i estrenada l'any 1994. És el primer film de Gray i hi revela una gran maduresa, encara que no tingui més que 24 anys en el moment del rodatge; àmpliament inspirada en la història de la seva pròpia família, jueva russa, que ha immigrat als Estats Units als anys 1920. Ha estat doblada al català.
El film, essencialment en anglès, comprèn diversos passatges en jiddisch i en rus.

## Argument
Joshua Shapira, jove assassí a sou depressiu i fastiguejat de la vida, accepta a contracor una missió que el porta al seu barri natal: Brighton Beach (al districte de Brooklyn a Nova York), també anomenat « Little Odessa » per la important comunitat russa (de forta coloració jueva) que hi viu, una comunitat a la qual pertany la seva família mentre que ell és considerat com un pària. Per discret que sigui, l'estada de Joshua a un hotel del barri no passa desapercebuda i el seu retorn és assenyalat al seu jove germà, Reuben, que trastocat per la notícia, l'espera a l'hotel per informar-lo que la seva mare és a punt de morir d'un tumor al cervell. Reuben, un adolescent amable i secret, que calla a la seva família que no ha posat els peus a l'institut des de fa dos mesos, és molt feliç de retrobar-se amb el seu germà gran. No n'opina el seu pare, home decebut i amargat pel seu ofici de venedor de periòdics, que rebutja parlar amb aquest fill convertit en un assassí i el fa fora de casa a cops de cinturó; home d'experiència, té consciència del perill que Joshua representa per als seus, sobretot per Reuben per qui és un molt dolent exemple.
Gràcies a Reuben, que innocentment idolatra el seu germà gran, Joshua pot com a mínim tornar a veure la seva mare una mica abans que no mori i tornar amb una ex-« amiga » (Alla). Paral·lelament, amb l'ajuda de tres vells amics, executa la missió que l'havia portat a Little Odessa i, per fer desaparèixer el cos del seu blanc, la inunda de benzina i el fa cremar (« no hi ha cadàver, no hi ha homicidi »). Malgrat tot, la rumor del seu retorn a Little Odessa es difon amb més d'insistència, empenyent-lo a matar en ple carrer un home que, havent-lo reconegut, era a punt de denunciar-lo a la màfia ucrainiana local, el padrí de la qual, Volkoff, l'investiga activament per l'homicidi (comès abans de començar l'acció relatada) del seu fill.
Sense cap dubte, el barri esdevé molt perillós per Joshua (però també, sense que se n'adoni, per les escasses persones relacionades amb ell), és hora que desaparegui… abans que no sigui ja massa tard.

## Repartiment
- Tim Roth: Joshua Shapira
- Edward Furlong: Reuben Shapira
- Vanessa Redgrave: Irina Shapira
- Maximilian Schell: Arkady Shapira
- Moira Kelly: Alla Shustervich
- Paul Guilfoyle: Boris Volkoff
- Natalya Andrejchenko: Natasha
- David Vadim: Sasha
- Va Minar Bern: Avia Tsilya
- Boris McGiver: Ivan
- Mohammed Ghaffari: Pahlevi
- Michael Khmurov: Yuri
- Dmitry Preyers: Victor

## Producció
Little Odessa va ser rodat del 20 de gener al 28 de febrer de 1994 a Brooklyn als barris de Bay Ridge, Brighton Beach, Coney Island, Red Hook i Mouton Bay. Amb un pressupost estimat de 2,3 milions de dòlars, el film ha informat als Estats Units prop d'1,1 milió de dòlars.

## Rebuda

### Premis i nominacions
- Unió de la critica de cinema 1996: Gran Premi
- Festival de Deauville 1996: Premi de la critica
- Mostra de Venècia 1994: Lleó d'argent
- Copa Volpi del millor segon paper femení per Vanessa Redgrave
- 1994: Festival de Venècia: Millor director 1995: Premis Independent Spirit: 5 nominacions incloent millor òpera prima

### Crítiques
- "Amb 24 anys -la dada enlluerna- Gray signa una direcció brillant i àgil. Enèrgica, desinhibida, brutal. Sens dubte un film diferent"[4]
- "Dur, intens, original i gens ortodox thriller que va passar desapercebuda. Roth broda el seu paper": Cinemanía[5]
- "Fascinant i dur drama familiar amb uns actors mesurats i un rerefons social nou. Molt interessant"[6]